# Churdan
Churdan és una població dels Estats Units a l'estat d'Iowa. Segons el cens del 2000 tenia 418 habitants.

## Demografia
Segons el cens del 2000, Churdan tenia 418 habitants, 192 habitatges, i 123 famílies. La densitat de població era de 76,1 habitants per km².
Dels 192 habitatges en un 24,5% hi vivien nens de menys de 18 anys, en un 54,2% hi vivien parelles casades, en un 6,8% dones solteres, i en un 35,9% no eren unitats familiars. En el 34,9% dels habitatges hi vivien persones soles el 24% de les quals corresponia a persones de 65 anys o més que vivien soles. El nombre mitjà de persones vivint en cada habitatge era de 2,18 i el nombre mitjà de persones que vivien en cada família era de 2,79.
Per edats la població es repartia de la següent manera: un 21,8% tenia menys de 18 anys, un 6,5% entre 18 i 24, un 20,3% entre 25 i 44, un 23,7% de 45 a 60 i un 27,8% 65 anys o més.
L'edat mediana era de 46 anys. Per cada 100 dones de 18 o més anys hi havia 90,1 homes.
La renda mediana per habitatge era de 26.932 $ i la renda mediana per família de 32.273 $. Els homes tenien una renda mediana de 23.594 $ mentre que les dones 21.413 $. La renda per capita de la població era de 17.090 $. Entorn del 10,9% de les famílies i el 13,8% de la població estaven per davall del llindar de pobresa.

## Poblacions més properes
El següent diagrama mostra les poblacions més properes.